# Производные Виртингера
Производные Виртингера (операторы Виртингера, формальные комплексные частные производные) — обобщение производной на случай комплексно недифференцируемых комплексных функций. Производные Виртингера обозначаются тем же символом, что и частные производные: {\displaystyle {\frac {\partial }{\partial z}}} и {\displaystyle {\frac {\partial }{\partial {\bar {z}}}}}. Для комплексной функции одной переменной {\displaystyle f(z)} определяются выражениями
{\displaystyle {\frac {\partial f}{\partial z}}={\frac {1}{2}}\left({\frac {\partial f}{\partial x}}-i{\frac {\partial f}{\partial y}}\right)},
{\displaystyle {\frac {\partial f}{\partial {\bar {z}}}}={\frac {1}{2}}\left({\frac {\partial f}{\partial x}}+i{\frac {\partial f}{\partial y}}\right)}.
Для комплексной функции нескольких переменных {\displaystyle f(z_{1},\ldots ,z_{n})} производные Виртингера определяются выражениями
{\displaystyle {\frac {\partial f}{\partial z_{i}}}={\frac {1}{2}}\left({\frac {\partial f}{\partial x_{i}}}-i{\frac {\partial f}{\partial y_{i}}}\right)},
{\displaystyle {\frac {\partial f}{\partial {\bar {z}}_{i}}}={\frac {1}{2}}\left({\frac {\partial f}{\partial x_{i}}}+i{\frac {\partial f}{\partial y_{i}}}\right)}.

Оператор {\displaystyle {\frac {\partial f}{\partial {\bar {z}}}}} также называют оператором Коши-Римана или производной Коши-Римана. Некоторые авторы используют термин «оператор Коши-Римана» для обеих производных Виртингера.

## Связь с вещественной дифференцируемостью
Рассмотрим вещественно-дифференцируемую функцию {\displaystyle f\colon G\subseteq \mathbb {C} \to \mathbb {C} }. Её дифференциал представляется в виде
{\displaystyle df={\frac {\partial f}{\partial x}}dx+{\frac {\partial f}{\partial y}}dy}.
Обозначим {\displaystyle dz=dx+i\,dy}, {\displaystyle d{\bar {z}}=dx-i\,dy}. Подставляя новые обозначения и преобразуя выражения получим
{\displaystyle df={\frac {1}{2}}\left({\frac {\partial f}{\partial x}}-i{\frac {\partial f}{\partial y}}\right)dz+{\frac {1}{2}}\left({\frac {\partial f}{\partial x}}+i{\frac {\partial f}{\partial y}}\right)d{\bar {z}}}.
Из этого выражения мотивация к определению и такому обозначению производных Виртингера становится очевидна. Записав коэффициенты при дифференциалах обозначениями производных Виртингера, получаем
{\displaystyle df={\frac {\partial f}{\partial z}}dz+{\frac {\partial f}{\partial {\bar {z}}}}d{\bar {z}}}.
Представление дифференциала в виде {\displaystyle df=p\,dx+q\,dy} называется представлением дифференциала в вещественной форме, а в виде {\displaystyle df=a\,dz+b\,d{\bar {z}}} — представлением дифференциала в комплексной форме. Существование представления дифференциала в комплексной форме эквивалентно вещественной дифференцируемости. В случае существования такого представления, коэффициенты при дифференцилах определяются однозначно и могут быть вычислены при помощи соответствующих производных Виртингера по показанной выше формуле.
Для функций многих комплексных переменных всё аналогично. Представлением дифференциала в комплексной форме называется представление в виде {\displaystyle df=a_{1}\,dz_{1}+b_{1}\,d{\bar {z}}_{1}+\ldots +a_{n}\,dz_{n}+b_{n}\,d{\bar {z}}_{n}}. Существование такого представления равносильно вещественной дифференцируемости и, если оно существует, оно единственно. При помощи производных Виртингера дифференциал функции несколько переменных в комплексной форме записывается следующим образом:
{\displaystyle df={\frac {\partial f}{\partial z_{1}}}dz_{1}+{\frac {\partial f}{\partial {\bar {z}}_{1}}}d{\bar {z}}_{1}+\ldots +{\frac {\partial f}{\partial z_{n}}}dz_{n}+{\frac {\partial f}{\partial {\bar {z}}_{n}}}d{\bar {z}}_{n}}.
Из существования всех производных Виртингера вещественной дифференцируемости ещё не следует, так как существование производных Виртингера эквивалентно существованию всех частных вещественных производных.

## Связь с условиями Коши-Римана
Функция {\displaystyle f\colon G\subseteq \mathbb {C} \to \mathbb {C} } комплексно-дифференцирума, если её дифференциал имеет вид
{\displaystyle df=a\,dz}.
Из вышеизложенных свойств представления дифференциала в комплексной форме следует, что функция комплексно-дифференцируема тогда и только тогда, когда она вещественно-дифференцируема и вторая производная Виртингера {\displaystyle {\frac {\partial f}{\partial {\bar {z}}}}=0}. Проведя простые преобразования нетрудно убедиться, что условие {\displaystyle {\frac {\partial f}{\partial {\bar {z}}}}=0} эквивалентно условиям Коши-Римана:
{\displaystyle {\begin{cases}{\dfrac {\partial u}{\partial x}}={\dfrac {\partial v}{\partial y}},\\{\dfrac {\partial u}{\partial y}}=-{\dfrac {\partial v}{\partial x}},\end{cases}}}
где {\displaystyle u(x,y)=\operatorname {Re} f(z)}, {\displaystyle v(x,y)=\operatorname {Im} f(z)}. Из этого становится понятным, почему {\displaystyle {\frac {\partial }{\partial {\bar {z}}}}} также называют оператором Коши-Римана. Таким образом, при помощи производных Виртингера можно получить наглядное объяснение необходимости условий Коши-Римана для комплексной дифференцируемости.
Для функций многих комплексных переменных аналогично можно получить, что комплексная дифференцируемость эквивалентна вещественной дифференцируемости вместе с равенством всех вторых производных Виртингера нулю:
{\displaystyle {\frac {\partial {f}}{\partial {\bar {z}}_{i}}}=0,\quad \forall i=1\ldots n}.
Это условие эквивалентно системе уравнений Коши-Римана для функции многих переменных.
Существует также противоположное понятие для равенства первой производной Виртингера нулю — антиголоморфность. Функция {\displaystyle f} антиголоморфна в некотором открытом множестве, если она вещественно дифференцируема и
{\displaystyle {\frac {\partial {f}}{\partial z}}=0} (для функции многих переменных {\displaystyle {\frac {\partial {f}}{\partial z_{i}}}=0,\quad \forall i=1\ldots n}).
Для антиголоморфной функции дифференциал представляется в виде {\displaystyle df=a\,d{\bar {z}}} (или {\displaystyle df=a_{1}\,d{\bar {z}}_{1}+\ldots +a_{n}\,d{\bar {z}}_{n}} для функций многих переменных). Антиголоморфность эквивалентна голоморфности сопряжённой функции.